# چاخواتا (ازورگتی)
چاخواتا (گرجی: ჭახვათა) یک روستا در شهرداری ازورگتی ناحیه گوریا در غرب گرجستان است.